# Guibourtia carrissoana
Guibourtia carrissoana là một loài thực vật có hoa trong họ Đậu. Loài này được (M.A.Exell) J.Leonard miêu tả khoa học đầu tiên.